# Microcrambus priamus
Microcrambus priamus là một loài bướm đêm trong họ Crambidae.